# Trương Gia Hội
Trương Gia Hội (張嘉會, 1822-1877) tự Trọng Hanh(仲亨), là sĩ phu yêu nước và là quan triều Nguyễn trong lịch sử Việt Nam.

## Tiểu sử
Trương Gia Hội là người làng Tân Phước, huyện Bình Dương , tỉnh Gia Định. Cha ông là Trương Thừa Huy, đời Gia Long làm đến chức Thiêm sự phủ Thiêm sự, sau vì phạm lỗi bị cách, rồi lại khởi phục làm Chủ sự.
Năm Tự Đức thứ 2 (1849), Trương Gia Hội đỗ cử nhân cùng khoa với Nguyễn Thông và Phan Văn Trị, được bổ làm Huấn đạo Long Thành, rồi lần lượt làm Tri huyện Trà Vinh và Tri phủ Hoằng Trị (Bến Tre).
Năm 1867, quân thực dân Pháp chiếm nốt ba tỉnh miền Tây Nam Kỳ, ông cùng Nguyễn Thông và một bạn hữu khác "tỵ địa"  ra Bình Thuận, rồi nhận lệnh trở vào Nam lo việc tiếp tế cho nghĩa quân đang chuẩn bị cuộc kháng chiến lâu dài . Về sau, khi triều đình ra lệnh bãi binh, ông được cử làm Tri phủ huyện Hàm Thuận thuộc Bình Thuận.
Năm 1875, ông được điều động ra Huế, giữ chức Giám sát ngự sử; sau thăng Hộ khoa chưởng ấn, rồi Lang trung bộ Binh.
Tháng 11 năm 1873, quân Pháp đánh thành Hà Nội lần thứ nhất. Sau khi thành thất thủ, ông được thăng làm Án sát Hà Nội, để cùng với Giám mục Mgr. Bohier, Linh mục Mgr. Dangelzer ở nhà thờ Kim Long và Tổng đốc mới Hà Ninh là Trần Đình Túc đi thương thuyết với viên chỉ huy Pháp là Francis Garnier .
Việc chưa xong, thì Lưu Vĩnh Phúc đã mang quân Cờ đen từ Hương Canh (nay thuộc Vĩnh Phú) đến Hà Nội khiêu chiến. Francis Garnier liền dẫn quân ra ngoài thành đón đánh, nhưng vừa ra tới Cầu Giấy thì ông bị quân của Lưu mai phục giết chết. Tức giận, quân Pháp bắt Trương Gia Hội giam mấy hôm.
Sau đó, theo lệnh của Trần Đình Túc, ông và Nguyễn Trọng Hiệp đi nói với Hoàng Tá Viêm và Tôn Thất Thuyết là không nên đánh nữa. Đến khi Khâm sai Toàn quyền đại thần Nguyễn Văn Tường cùng đại úy Philastre (sử Nguyễn ghi là Hoắc Đạo Sinh) ra Hà Nội giảng hòa, quân Pháp thuận trả lại 4 tỉnh (Hà Nội, Hải Dương, Ninh Bình, Nam Định) vừa chiếm, thì ông lại được cử đi ngay Ninh Bình để nhận lấy tỉnh thành này.
Xong việc, ông trở lại Hà Nội để lo việc hiểu dụ dân bên lương bên giáo, vì lúc bấy giờ họ đang thù hằn nhau.
Năm 1875, Tuần phủ Bình Thuận Lê Đình Tuấn có việc bất hòa với Pháp, vua Tự Đức biết Trương Gia Hội "đã từng làm Tri phủ ở đây, địa thế và nhân tình đều am thuộc" bèn cho đến thay .
Ngày 10 tháng 11 năm 1877 (Đinh Sửu), ông mất tại chức ở tuổi 55, được an táng tại làng Hà Thủy, huyện Hòa Đa, tỉnh Bình Thuận. 
Theo sử nhà Nguyễn, thì Trương Gia Hội là "người trầm tĩnh, có tri thức, làm việc lanh lợi giỏi giang, thường lấy điều thanh đạm tự xử, chẳng những bạn đồng liêu tôn phục mà quân Pháp phần nhiều cũng tôn kính. Ông có hai người con là Trương Gia Tuấn được ấm thụ chức Kiểm thảo, và Trương Gia Mô  được chức Đãi chiếu . Về sau, hai ông đều là chí sĩ hy sinh vì nước .

## Thơ liên quan
Khi nghe Trương Gia Hội trở vào Nam lo việc quân, bạn thân ông là Nguyễn Thông có làm bài thơ tiễn như sau:
| Phiên âm Hán Việt: Tống Trương Gia Hội Nam quy Tỵ địa cánh an vãng, Nguy đồ kim độc quy. Đồng ngâm Phan Thiết nguyệt, Điễn tận niếp trung y. Sơn địch xuân phong yết, Giang phàm vãn thụ vi, Nhân hà hữu mao vũ, Vân ngoại tá cao phi. | Dịch thơ: Đưa Trương Gia Hội về Nam Đất lành lánh giặc yên thân, Một mình, hung hiểm khó khăn lại về? Thơ trăng Phan Thiết cùng nghe, Áo rương cầm cố có khi sạch rồi! Gió xuân, sáo núi nghẹn lời Buồm sông chiều khuất xa vời bờ cây. Người đâu có cánh mà bay, Để lên cao giữa tầng mây tung hoành . |

## Sách tham khảo chính
- Quốc sử quán triều Nguyễn, Đại Nam chính biên liệt truyện (bản dịch, gọi tắt là Liệt truyện). Nhà xuất bản Văn học, 2004.
- Quốc sử quán triều Nguyễn, Quốc triều chính biên toát yếu (bản dịch, gọi tắt là Toát yếu). Nhà xuất bản Văn học, 2002.
- Nguyễn Q. Thắng-Nguyễn Bá Thế, Từ điển nhân vật lịch Việt Nam. Nhà xuất bản Khoa học xã hội, 1992.